# South Yorkshire
Il South Yorkshire (pronuncia [saʊθ ˈjɔːkʃə] è una contea dell'Inghilterra del nord nella regione di Yorkshire e Humber.

## Geografia fisica
La contea confina a nord con le contee di West Yorkshire, North Yorkshire e East Riding of Yorkshire. Ad est confina con il Lincolnshire, a sud-est con il Nottinghamshire ed a sud e ad ovest con il Derbyshire.
Il territorio è prevalentemente pianeggiante, fatta eccezione a occidente dove si elevano i rilievi orientali dei Monti Pennini. Parte di quest'area collinare ricade nel parco nazionale di Peak District. Il territorio è bagnato dal fiume Don che scende dai Pennini e nella sua corsa verso la foce nell'Ouse attraversa le principali città della contea: Sheffield, Rotherham, Mexborough e Doncaster. Altro centro importante è Barnsley, situato a nord di Sheffield sul fiume Dearne, che confluisce nel Don a Conisbrough.

## Storia
La contea metropolitana del South Yorkshire è nata nel 1974, separandola dall'allora esistente West Riding of Yorkshire, in attuazione del Local Governmente Act del 1972.

## Geografia antropica

### Suddivisioni amministrative

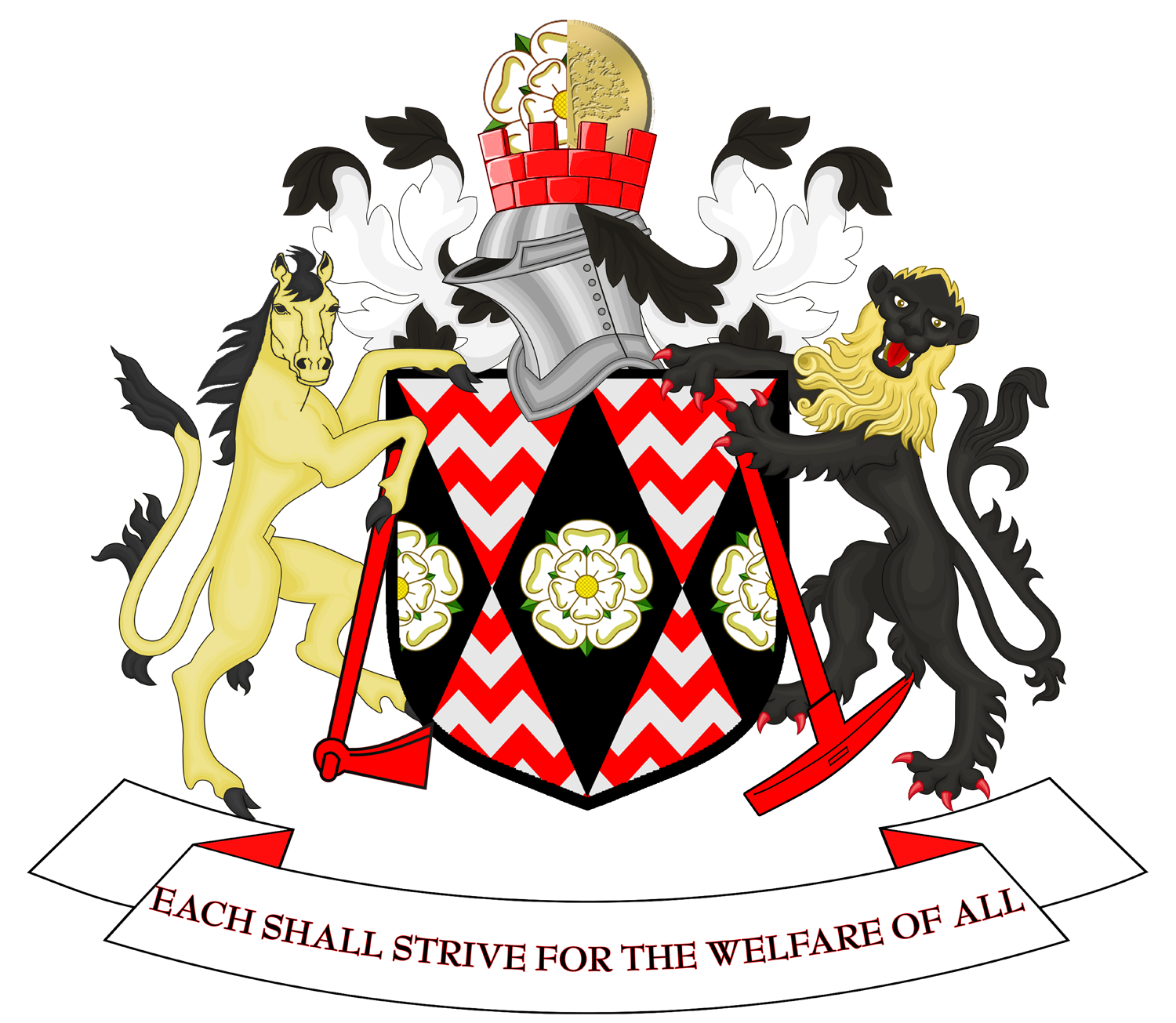
Stemma del vecchio consiglio provinciale

Nel 1986 con l'abolizione dei consigli delle contee metropolitane, le loro competenze passarono ai borghi. L’inefficienza e i disservizi di questo modello portarono a varie forme associative, la più importante la Sheffield City Region, che evolse in un’autorità combinata con un sindaco ad elezione popolare diretta dal 2018, venendo ridenominata South Yorkshire Mayoral Combined Authority. Il South Yorkshire è diviso in quattro borghi: Sheffield, Rotherham, Doncaster e Barnsley.

#### Suddivisioni
|  | 1. Sheffield 2. Rotherham 3. Doncaster 4. Barnsley |

## Economia
L'economia della contea è stata pesantemente colpita dalle ristrutturazioni economiche operate negli ultimi decenni, che hanno comportato la chiusura di quasi tutte le miniere di carbone. Pesantemente colpita anche l'industria metallurgica, che aveva a Sheffield uno dei centri principali al mondo.
L'industria siderurgica di Rotherham, che contava oltre 10.000 dipendenti, ha cessato l'attività nel 1993. L'industria siderurgica sopravvissuta a Sheffield è ora largamente automatizzata e richiede un numero molto limitato di forza lavoro rispetto al passato. In conseguenza di ciò il South Yorkshire è stato inserito nella lista delle aree più depresse dell'Unione europea, beneficiando in tal modo degli aiuti del Fondo sociale europeo.

## Rappresentanza parlamentare
Il South Yorkshire ha 14 deputati.
- Barnsley Central
- Barnsley East
- Don Valley
- Doncaster Central
- Doncaster North
- Penistone and Stocksbridge
- Rother Valley
- Rotherham

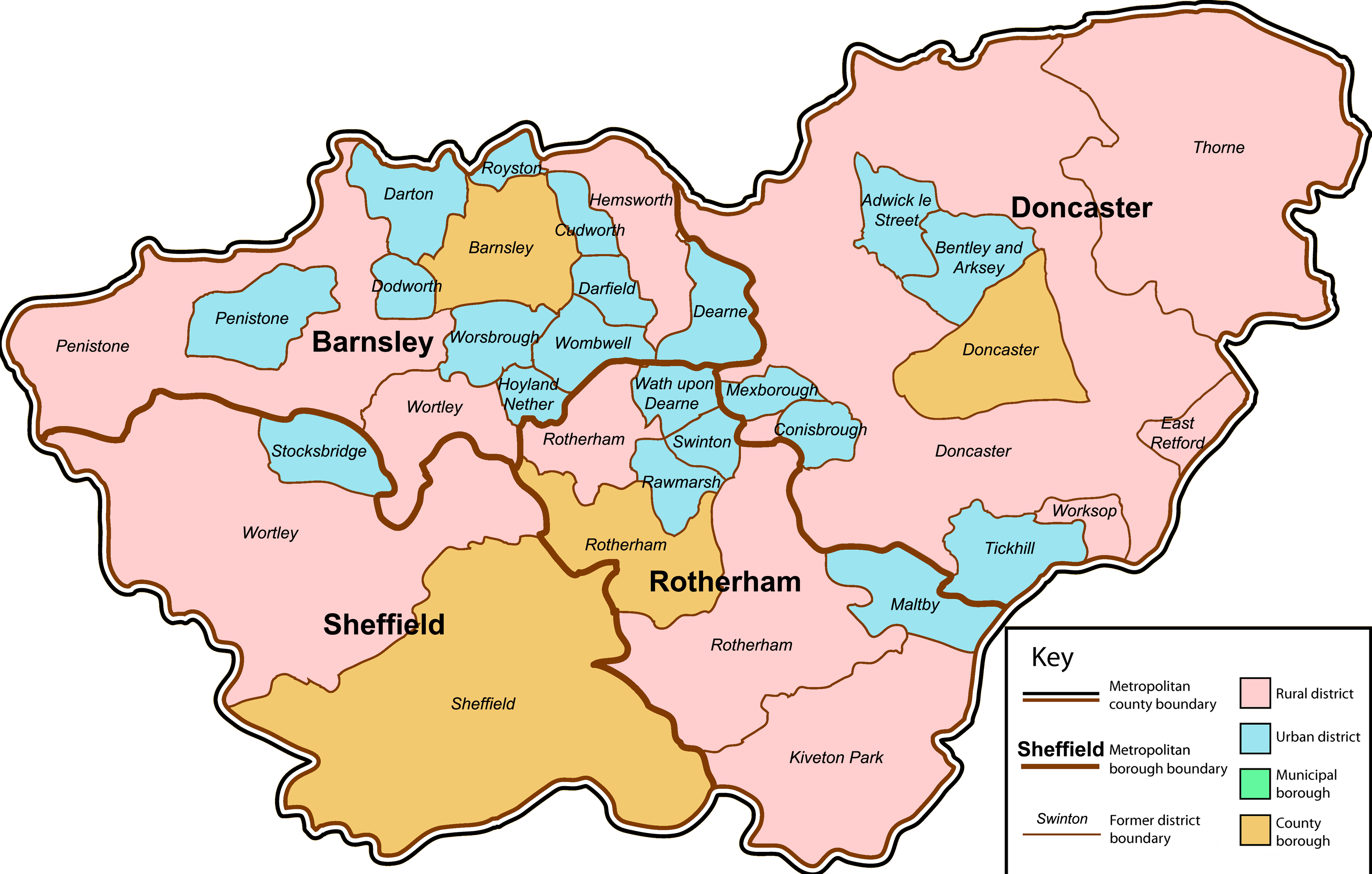
Formazione della contea nel 1974

- Sheffield Brightside and Hillsborough
- Sheffield Central
- Sheffield Hallam
- Sheffield Heeley
- Sheffield South East
- Wentworth and Dearne

## Monumenti e luoghi d'interesse

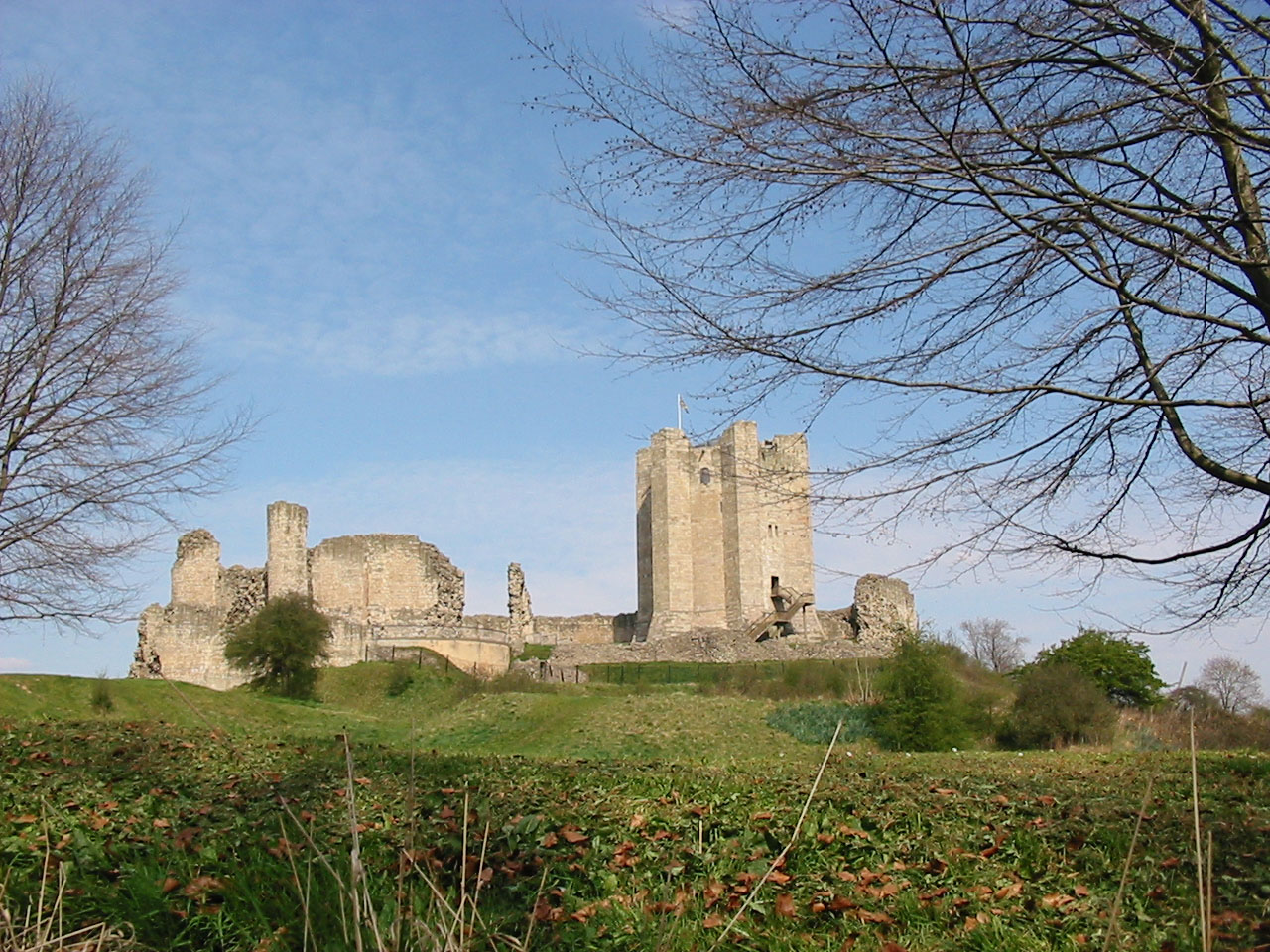
Il castello di Conisbrough

- Abbeydale Industrial Hamlet, Sheffield
- Barnsley Town Hall, sede del Metropolitan Borough of Barnsley degli anni Trenta.
- Cannon Hall, museo, parco e giardino a Barnsley
- Chapel of Our Lady of Rotherham Bridge ("Cappella del ponte"), Rotherham
- Clifton Park Museum, Rotherham
- Castello di Conisbrough
- Earth Centre, nei pressi di Doncaster, parco con attività ricreative e didattiche
- Kelham Island, museo industriale, Sheffield
- Magna Centre, centro scientifico ricreativo
- Monk Bretton Priory, rovine di una chiesa del 1154
- Sheffield Winter Gardens, giardino in serre con più di 2000 piante
- Roche Abbey, rovine di una abbazia del 1147
- Rother Valley Country Park
- Howden Moors
- St Lawrence Church, a Adwick le Street
- Wentworth Castle & Gardens, a Barnsley
- Wentworth Woodhouse, enorme residenza di campagna settecentesca
- Weston Park Museum & Mappin Art Gallery, a Sheffield
- Woodlands, villaggio modello costruito agli inizi del XX secolo
- Yorkshire Wildlife Park